# ذا هانتد وورلد أوف ألسوبربيستو
ذا هانتد وورلد أوف ألسوبربيستو (بالإنجليزية: The Haunted World of El Superbeasto)‏ هو فيلم رسوم متحركة للكبار تم إنتاجه في الولايات المتحدة بطولة توم بابا وشيري مون زومبي وبول جياماتي ومن إخراج روب زومبي.

## القصة
محقق مغسول وجاسوس خارق يحققان في الزومبي النازي ، وهو عالم شائن ، ومتجرد يحمل وحمة شيطانية.

## الميزانية
كلف الفيلم 10 مليون دولار.

## وصلات خارجية
ذا هانتد وورلد أوف ألسوبربيستو على موقع IMDb (الإنجليزية)
- ذا هانتد وورلد أوف ألسوبربيستو على موقع روتن توميتوز (الإنجليزية)
- ذا هانتد وورلد أوف ألسوبربيستو على موقع نتفليكس (الإنجليزية)
- ذا هانتد وورلد أوف ألسوبربيستو على موقع ألو سيني (الفرنسية)
- ذا هانتد وورلد أوف ألسوبربيستو على موقع Turner Classic Movies (الإنجليزية)
- ذا هانتد وورلد أوف ألسوبربيستو على موقع أول موفي (الإنجليزية)
- ذا هانتد وورلد أوف ألسوبربيستو على موقع فيلمافينيتي (الإسبانية)
- ذا هانتد وورلد أوف ألسوبربيستو على موقع قاعدة بيانات الفيلم (الإنجليزية)
- ذا هانتد وورلد أوف ألسوبربيستو على موقع ليتربوكسد (الإنجليزية)
- ذا هانتد وورلد أوف ألسوبربيستو على موقع كينوبويسك (الروسية)